# Turbulencja czystego nieba

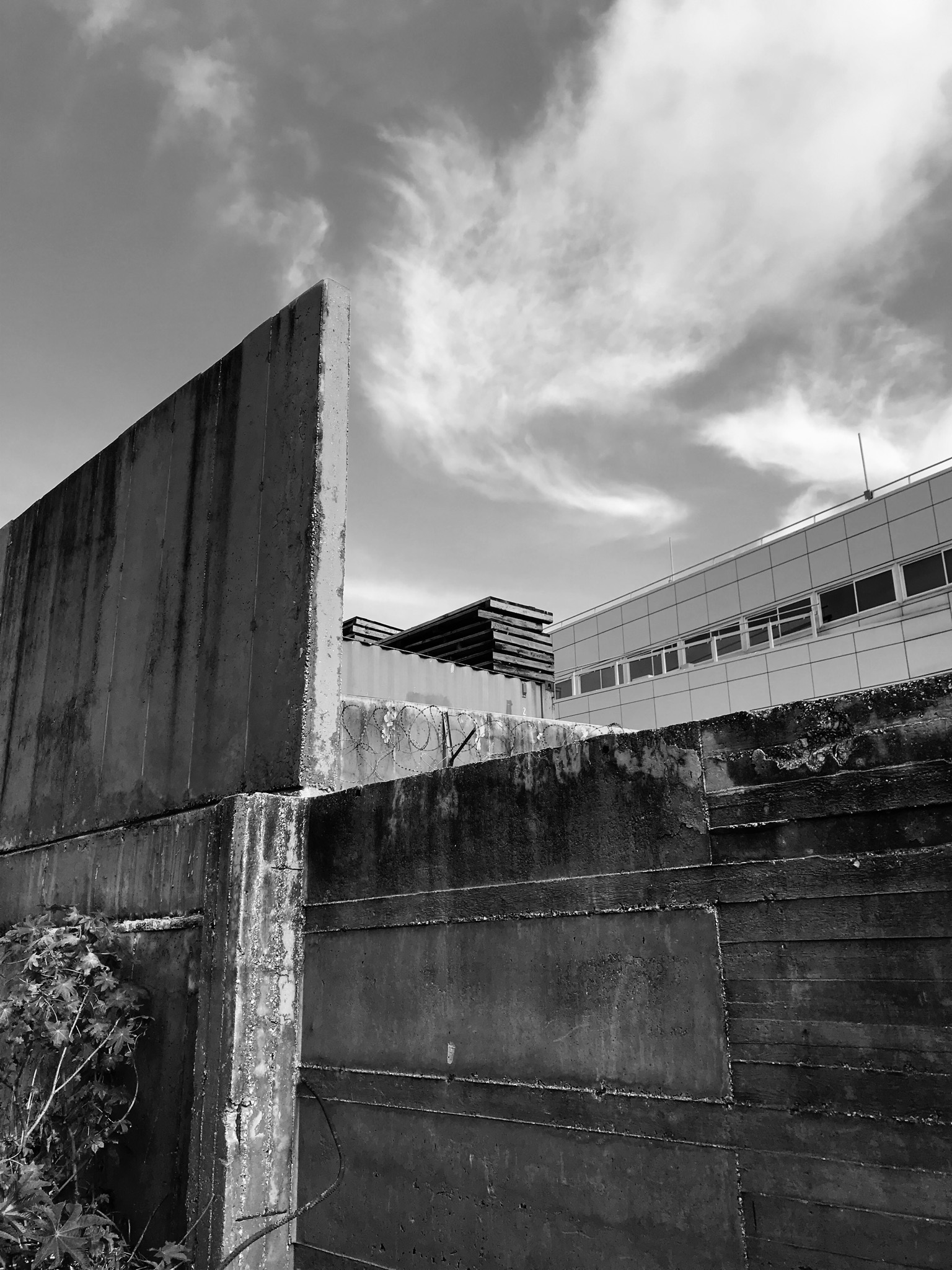

Turbulencja czystego nieba (ang. Clear-Air Turbulence, w skrócie CAT) – nagłe zawirowania (ruchy wstępujące i zstępujące) powietrza w bezchmurnej atmosferze. Występuje blisko prądów strumieniowych i związana jest z różnicą prędkości wiatru na różnych wysokościach (tego typu zmianę prędkości wiatru w górnej atmosferze łatwo zaobserwować w chmurach cirrus uncinus). 
Dziury powietrzne są nieprzyjemne i niebezpieczne dla pasażerów i załóg samolotów. CAT można wykryć i zmierzyć ich intensywność za pomocą pomiarów optycznych.